# 마티외 몰레
몰레 백작 루이마티외 몰레(Louis-Mathieu Molé, 1781년 1월 24일 파리 - 1855년 11월 23일 에티네샹플라트뢰)는 프랑스의 정치인이다. 몰레는 프랑스 제1제국하의 법무장관, 왕정복고하의 해군장관 및 식민장관, 7월 왕정하의 외무장관이자 1836년부터 1839년까지는 국무회의 의장이었다.

## 생애

### 젊은 시절과 가족들의 삶
루이마티외 몰레는 에두아르프랑수아 몰레의 아들로, 파리에서 아주 오래된 법관 가문 출신이다. 몰레 가문에서 가장 유명한 인물은 프롱드의 난 동안 사법권의 권위를 분명하게 보여준 마티외 몰레(1584-1656)이다. 어머니 마리루이즈 드 라무아뇽 또한 라무아뇽 가문이라는 명성있는 법관 가문에 속한다.
금융가 사뮈엘 베르나르의 후손으로, 몰레의 가족은 파리의 아름다운 대저택(현 포부르 생제르맹 246), 파리 북쪽의 샹플라트뢰 성, 오베르쉬르우아즈 근처의 메리 성과 같은 당시 큰 자산을 지녔다.
대혁명은 마티외 몰레에게 깊이 영향을 끼치게 된다. 1791년 4월, 몰레 가는 망명하지만, 프랑스로 귀국하지 않은 망명자들에게 사형과 재산 압류를 가능하게 한 1791년 11월 9일 법 이후, 1792년 1월에 귀국한다.
1792년 8월 10일자 이후, 마티외의 아버지는 체포되어 아베 감옥에 연행되었다. 9월 2일, 학살이 시작된다. 한 충실한 하인이 학살 동안 그의 석방을 간신히 얻어내는데 성공한다. 10월, 마티외의 아버지는 다시 어머니와 함께 체포된다. 12살이던 마티외는 부모님을 단두대에서 구하고자 노력하며 자기 구역의 혁명위원회에 맞서 격론을 펼치게 된다. 마티외는 간수 네 명에 의해 감시받는다는 조건 하에 부모님의 석방을 얻어냈다. 이 간수들은 몰레 가에서 비용을 지불해야만 했다. 로베스피에르가 공포 정치를 펼치던 1794년 1월, 마티외의 아버지는 또 다시 체포되어, 4월 20일 단두대에 오르고, 그의 집은 압류되었다. 13살의 마티외는 돈도 없고 거주지도 없이 뇌졸중으로 반신불수가 된 어머니와 두 누이들을 책임져야 하는 상황에 놓였다. 그들은 공포 정치를 종식시킨 테르미도르 9일로 구원받았고, 처분권을 되찾은 메리 성으로 피난을 갔다. 이 기억들은 아이었던 마티외의 마음에서 결코 잊혀지지 않게 된다.
남편의 죽음에서부터 회복되지 못한 몰레 부인은 1803년 반에서 생루이 자선 수녀회를 설립하며 사회로부터 은둔했다. 은둔하기 전, 그녀는 자식들의 결혼을 서둘렀다.

### 결혼과 자손
마티외는 결혼할 때 고작 17살이었다. 1798년 8월 18일 메리쉬루아즈에서 카롤린 랄리브 드 라 브리슈(1781년 5월 25일 파리 - 1845년 6월 10일 파리)과 결혼했다. 아내는 알렉시 랄리브 드 라 브리슈와 아델라이드 프레보스트의 늦둥이 딸이었다.
외동딸이었던 아내는 큰 재산의 상속녀로, 그녀가 상속받을 재산에는 생셰롱 근처의 아름다운 마레 성과 파리 빌레베크가의 대저택이 있었다. 마레 성에서는 매년 5월부터 10월까지 그녀의 어머니가 여름달을 보냈으며, 파리의 화려한 계층들을 초대했다.
이 이른 결혼은 곧 불행해지게 된다. 1798년-1799년 늦겨울부터, 마티외는 아내가 그가 기대했었던 반려자가 아니라는 것을 자각했고, 장모의 생활 방식은 그에게 맞지 않았다. 부부는 두 딸을 가졌다.
- 클로틸드 몰레(Clotilde Molé, 1810년 5월 10일 파리 - 1872년 11월 26일 생제르맹 계곡, 마레 성), 페르테묑 후작 페르낭 드 라 페르테묑(Fernand de La Ferté-Meun, 1805년 파리 - 1884년 12월 8일 파리 7구)과 결혼. 후손 없음.
- 엘리자베트 몰레(Élisabeth Molé, 1812년 9월 26일 파리 - 1832년 4월 15일 파리), 1830년 8월 18일 파리에서 페르낭의 남동생이자 니에브르 의원인 위베르 드 라 페르테묑(Hubert de La Ferté-Meun, 1806년 9월 22일 파리 - 1898년 9월 4일 라 로슈밀레 성)과 결혼. 무남독녀.
  - 클로틸드 드 라 페르테묑(Clotilde de La Ferté-Meun, 1831년 9월 23일 샹플라티뢰 성 - 1913년 9월 20일 샹플라티뢰 성), 제4대 아얭 공작, 이후 제7대 노에유 공작 쥘샤를빅튀르니앵 드 노에유(Jules-Charles-Victurnien de Noailles, 1826-1895)와 결혼. 후손 있음.